# Megalomyrmex myops
Megalomyrmex myops är en myrart som beskrevs av Santschi 1925. Megalomyrmex myops ingår i släktet Megalomyrmex och familjen myror. Inga underarter finns listade i Catalogue of Life.